# Mario Bazán
Mario Alfonzo Bazán Argandoña (Lima, 1º settembre 1987) è un siepista e mezzofondista peruviano.

## Biografia
Bazán debutta nelle competizioni internazionali nel 2004, vincendo due medaglie d'argento ai Campionati sudamericani allievi in Ecuador. Negli anni ha preso parte a numerose competizioni, soprattutto dell'America meridionale, collezionando diverse medaglie tra i Campionati sudamericani ed i Giochi bolivariani. Nel 2012, ha preso parte ai Giochi olimpici di Londra 2012, non andando oltre le batterie, seguì un periodo in cui lasciò l'atletica. Desistito dall'abbandonare, nel 2019, Bazán ha vinto una medaglia di bronzo ai Giochi panamericani in Perù.
Dal dicembre 2012 è coniugato alla mezzofondista panamense Andrea Ferris.

## Palmarès
| Anno | Manifestazione                   | Sede           | Evento       | Risultato | Prestazione | Note             |
| ---- | -------------------------------- | -------------- | ------------ | --------- | ----------- | ---------------- |
| 2004 | Campionati sudamericani allievi  | Guayaquil      | 3000 m piani | Argento   | 8'33"6      |                  |
| 2004 | Campionati sudamericani allievi  | Guayaquil      | 2000 m siepi | Argento   | 5'58"9      |                  |
| 2005 | Campionati sudamericani juniores | Rosario        | 1500 m piani | Bronzo    | 3'56"44     |                  |
| 2005 | Campionati sudamericani juniores | Rosario        | 3000 m siepi | Oro       | 8'57"23     |                  |
| 2006 | Mondiali juniores                | Pechino        | 3000 m siepi | Batteria  | 9'02"33     |                  |
| 2006 | Campionati sudamericani U23      | Buenos Aires   | 1500 m piani | 4º        | 3'52"69     |                  |
| 2006 | Campionati sudamericani U23      | Buenos Aires   | 3000 m siepi | Oro       | 8'49"67     |                  |
| 2007 | Giochi panamericani              | Rio de Janeiro | 1500 m piani | 11º       | 3'51"38     |                  |
| 2007 | Giochi panamericani              | Rio de Janeiro | 3000 m siepi | 5º        | 8'44"70     |                  |
| 2008 | Campionati ibero-americani       | Iquique        | 1500 m piani | 8º        | 3'45"69     |                  |
| 2008 | Campionati ibero-americani       | Iquique        | 3000 m piani | Bronzo    | 7'57"95     |                  |
| 2008 | Campionati ibero-americani       | Iquique        | 3000 m siepi | Oro       | 8'42"51"    |                  |
| 2008 | Campionati sudamericani U23      | Lima           | 1500 m piani | Oro       | 3'50"65     |                  |
| 2008 | Campionati sudamericani U23      | Lima           | 5000 m piani | Argento   | 14'25"48    |                  |
| 2008 | Campionati sudamericani U23      | Lima           | 3000 m siepi | Oro       | 8'52"95     |                  |
| 2009 | Campionati sudamericani          | Lima           | 1500 m piani | 4º        | 3'43"68     |                  |
| 2009 | Campionati sudamericani          | Lima           | 3000 m piani | Argento   | 13'57"37    |                  |
| 2009 | Campionati sudamericani          | Lima           | 3000 m siepi | Oro       | 8'35"17"    |                  |
| 2009 | Mondiali                         | Berlino        | 3000 m siepi | Batteria  | 8'28"67     | Record nazionale |
| 2009 | Giochi bolivariani               | Sucre          | 1500 m piani | Bronzo    | 3'54"70     |                  |
| 2009 | Giochi bolivariani               | Sucre          | 3000 m siepi | Oro       | 9'29"04     |                  |
| 2010 | Campionati ibero-americani       | San Fernando   | 3000 m siepi | Finale    | dnf         |                  |
| 2011 | Campionati sudamericani          | Buenos Aires   | 3000 m siepi | 4º        | 8'39"38     |                  |
| 2011 | Mondiali                         | Taegu          | 3000 m siepi | Batteria  | dnf         |                  |
| 2011 | Giochi panamericani              | Guadalajara    | 3000 m siepi | 7º        | 8'56"31     |                  |
| 2012 | Giochi olimpici                  | Londra         | 3000 m siepi | Batteria  | 8'51"95     |                  |
| 2015 | Campionati sudamericani          | Lima           | 3000 m siepi | 6º        | 8'54"27     |                  |
| 2016 | Campionati ibero-americani       | Rio de Janeiro | 3000 m siepi | 6º        | 8'44"71     |                  |
| 2009 | Campionati sudamericani          | Lima           | 1500 m piani | 7º        | 3'54"96     |                  |
| 2009 | Campionati sudamericani          | Lima           | 3000 m siepi | Bronzo    | 8'51"97     |                  |
| 2009 | Giochi bolivariani               | Santa Marta    | 1500 m piani | 6º        | 3'50"79     |                  |
| 2009 | Giochi bolivariani               | Santa Marta    | 3000 m siepi | 4º        | 8'42"52     |                  |
| 2018 | Giochi sudamericani              | Cochabamba     | 1500 m piani | Finale    | dnf         |                  |
| 2018 | Giochi sudamericani              | Cochabamba     | 3000 m siepi | Finale    | dnf         |                  |
| 2018 | Campionati ibero-americani       | Trujillo       | 3000 m siepi | 2º        | 8'40"23     | OC               |
| 2019 | Campionati sudamericani          | Lima           | 1500 m piani | 11º       | 4'00"06     |                  |
| 2019 | Campionati sudamericani          | Lima           | 3000 m siepi | 4º        | 8'44"48     |                  |
| 2019 | Giochi panamericani              | Lima           | 3000 m siepi | Bronzo    | 8'32"34     |                  |
| 2021 | Campionati sudamericani          | Guayaquil      | 3000 m siepi | Bronzo    | 8'36"71     |                  |